# Дітріх Матешиць
Дітріх Матешиць (нім. Dietrich Mateschitz; 20 травня, 1944, Санкт-Марайн-ім-Мюрцталь — 22 жовтня 2022) — австрійський бізнесмен хорватського походження, засновник та власник 49 % акцій виробника енергетичних напоїв Red Bull GmbH.

## Біографія
Народився 20 травня 1944 року. Дитинство Дітріха пройшло у крихітному містечку Штирії. Батьки наполягали, щоб Дітріх здобув добру освіту, але навчання йому давалося важко. Навіть уже студентом університету у Відні Матешиць навчався без ентузіазму — здобути диплом йому вдалося лише через десять років. У 1972 році закінчив Віденський університет економіки та бізнесу за спеціальністю «маркетинг».
Дітріх був веселуном, обожнював вечірки та розваги. Але після закінчення університету він вирішив серйозно взятися до діла.

## Підприємницька діяльність
Через деякий час він уже стажувався в Unilever, де просував різноманітні мийні засоби. Оскільки Матешиць був надзвичайно активним у роботі, він дуже скоро дістав нову посаду — став директором з маркетингу компанії з виробництва зубної пасти Blendax — бренду німецької косметичної компанії, що належить Procter & Gamble. Дітріх досить довго працював над просуванням зубної пасти в різних частинах світу, саме тоді в нього почали з'являтися думки про власний бізнес.

### Red Bull
У 1982 році відвідав Таїланд, де познайомився із напоєм «Krating Daeng» (буквально «червоний гаур»), розробленим Чалео Йювідьєю, та 1984-го створив європейське підприємство для продажу експортного варіанту цього енергетичного напою під маркою Red Bull. У 1990 році компанія вперше отримала прибуток, а через три роки Матешиць почав світову експансію.

### Формула-1
У 1995 році Red Bull уперше увійшов до «Формули-1» (у партнерстві із Sauber), у 2001 році збільшив частку до 60 %. У листопаді 2004 року Матешиць придбав команду Jaguar Racing у колишніх власників Ford і створив Red Bull Racing. Того ж року купив австрійську трасу A1-Ring, перейменував її на Red Bull Ring та відкрив у травні 2011 року після масштабної реконструкції.
У 2005 році разом із Герхардом Бергером придбав у Пауля (Пола) Стоддарта команду Minardi, перейменовану на Scuderia Toro Rosso.
Представник команди Red Bull, Себастьян Феттель, виграв перший чемпіонат «Формула-1» у 2010 році, завоювавши два титули того року та наступних трьох сезонів (2011, 2012, 2013). У 2021—2022 роках чемпіоном ставав представник команди Макс Ферстаппен.

### Футбол та хокей
Матешиць — власник футбольних клубів «Red Bull Salzburg» (до покупки — «SV Austria Salzburg»), «New York Red Bulls» (колишній «MetroStars»), «RB Leipzig» (заснований Матешицем 2009 року).
Власник німецького хокейного клубу «Red Bull München» (колишній «EHC Munchen»).

## Особисте життя
Помер 22 жовтня 2022 року у віці 78 років. У нього залишилися давня партнерка Маріон Файхтнер і син Марк Дітріх Матешиць.